# Mark Harris (político)
Mark Harris (Essex, 27 de janeiro de 1779 - Nova Iorque, 2 de março de 1843) foi um político norte-americano membro da Câmara dos Representantes dos Estados Unidos pelo Maine de 2 de dezembro de 1822 a 3 de março de 1823.